# Proveniershuis
Een proveniershuis was een wooncomplex waar bewoners zich voor een eenmalig bedrag inkochten en vervolgens levenslang 'gratis' kost en inwoning genoten. De kost bestond meestal uit de meest noodzakelijke levensbehoeften. De bewoners van proveniershuizen heetten proveniers maar werden ook wel kostkopers genoemd. Provenier is een oud-Hollandse benaming voor 'iemand die van preuves leeft' waarbij preuves staat voor giften. Naast de inwoning en eenvoudige kost kregen de proveniers soms preuves in de zin van iets meer luxegoederen. Een provenier was meestal een man (de vrouwelijke vorm is "provenierster"), voor vrouwen waren er hofjes. De kostkoper beschikte over één kleine kamer of woonde op een zaal, waarbij hij de beschikking had over een bedstede.  
In Nederland bestonden meerdere proveniershuizen, waaronder in:
- Alkmaar, meerdere sinds de 15e eeuw
- Amersfoort, tot 1907
- Amsterdam, voornamelijk in de 17e eeuw
- Culemborg, sinds 1550
- Doesburg, Gasthuiscomplex (tot heden)
- Edam, sinds 1555
- Haarlem, sinds 1707
- Hoorn, Sint-Pietershof in de 16e en 17e eeuw
- Rotterdam, sinds 1670
- Schiedam, sinds 1756
- Tiel, Oud Burger Mannen- en Vrouwenhuis sinds de 14e eeuw tot 1967
- Utrecht, in ´t Bartholomeïgasthuis

In Vlaanderen bestonden ook proveniershuizen waaronder in Gent:
- In het Wenernaersgodshuis aan het Veerleplein in Gent werden proveniersters gehuisvest. Baron Jules de Saint-Genois geeft deze beschrijving van het Wenernaersgodshuis in het midden van de l9e eeuw: Om opgenomen te worden in het godshuis moesten de vrouwen minstens zestig jaar oud zijn, te Gent zijn geboren en behoeftig of gebrekkig zijn. Het bestuur was toevertrouwd aan vier zusters. Elke provenierster bewoonde een klein huisje en mocht de gemeenschappelijke tuin gebruiken. ’s Zomers ontving elke provenierster 27 centimes per dag, ’s Winters 32 centimes plus drie frank voor de verwarming. De zieke proveniersters werden verpleegd in de infirmerie. Sommige vrouwtjes verdienden nog wat met naai- en breiwerk.[1] Het Wenernaersgodshuis wordt afgeschaft in 1866 en de proveniersters verhuizen dan naar het St-Antoniushof.
- Midden 16de eeuw waren er 8 proveniersters gehuisvest in het Godshuis van Sint-Jan & Sint-Pauwel, bijgenaamd de Leugemeete, aan de Brugse Poort in Gent. In een uitgave van 1902 vinden we volgende beschrijving: Al het goed, dat de acht proveniersters bezaten bij hun intreden, behoorde aan het Godshuis na hunnen dood en ook wanneer zij het verlieten. (...) De vrouwen verdienden gewoonlijk met spinnen, wat hun door het Godshuis voor hun onderhoud niet verschaft werd (...). Buiten vrije woning, elk in een afzonderlijke kamer, werd aan de proveniersters wekelijks een achtelink tarwebrood gegeven (...) Als een provenierster overleed, kregen de vrouwen 6 grooten te verdeelen; trad een nieuwe provenierster in het Godshuis, dan moest ze aan elk der andere 6 grooten geven. (...) Een van de acht proveniersters werd tot meesteres aangesteld, om het dagelijksch bestuur van het Godshuis waar te nemen. Ze waakte op de naleving van den regel des gestichts, zorgde voor het onderhoud van het huis, regelde het werk van de meid en genoot als belooning eenige voordeelen.[2]